# Wiara (chrześcijaństwo)

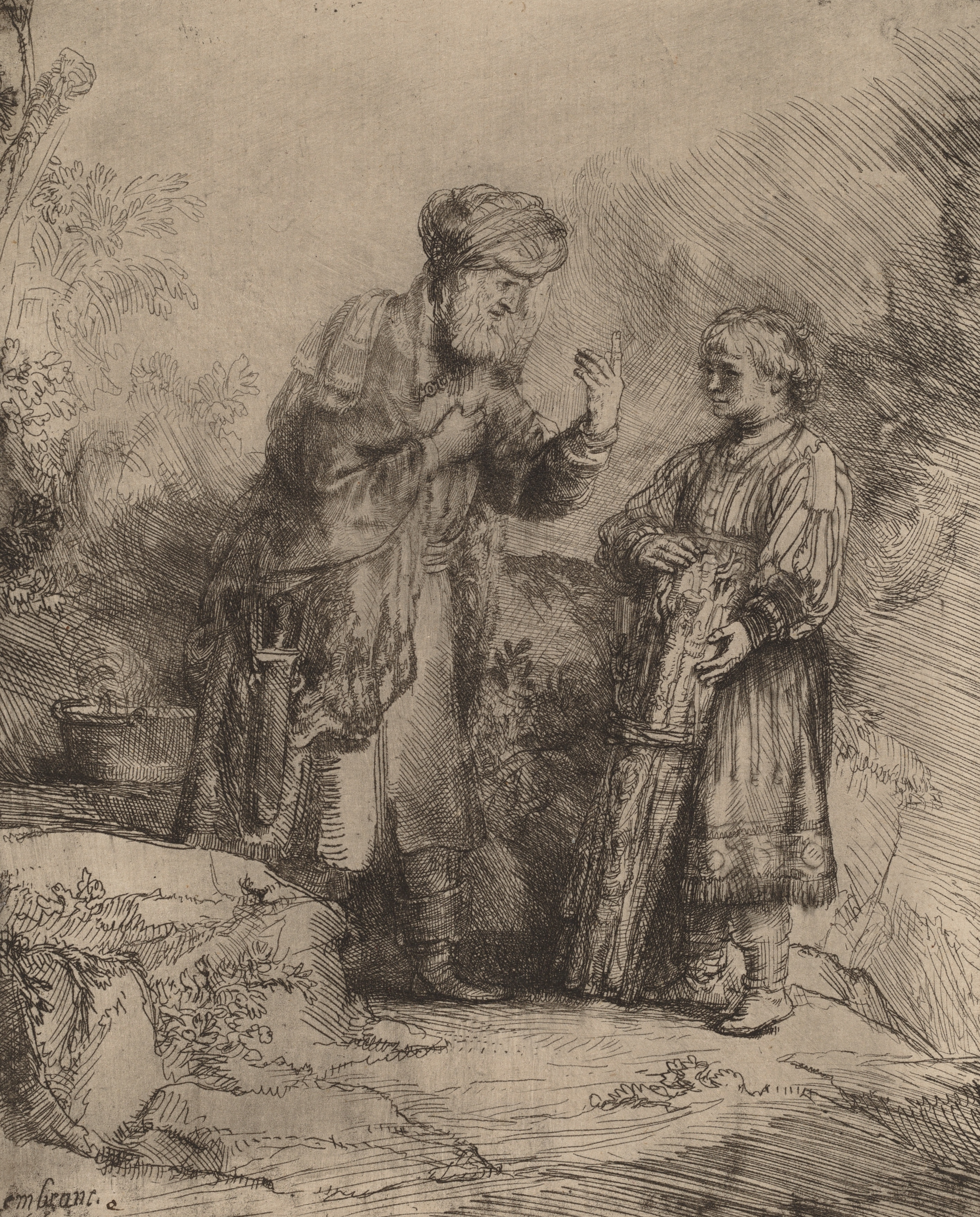
Abraham z Izaakiem (akwaforta Rembrandta z 1645 r. w zbiorach National Gallery of Arts w Waszyngtonie). Izaak trzyma wiązkę drewna na ofiarę całopalną (por. Rdz 22,7n). Te dwie postacie Starego Testamentu tworzą jeden z fundamentalnych biblijnych paradygmatów wiary. Zrodzony wbrew naturze rzeczy syn był wypełnieniem obietnicy złożonej Abrahamowi przez Boga i potwierdzeniem słuszności jego wiary „wbrew nadziei” (Rz 4,18). Według interpretacji nowo testamentalnych, wiara Patriarchy sięgała dalej, ku Chrystusowi, którego Izaak był zapowiedzią, zwłaszcza w ofierze na górze Moria: Abraham, „ojciec wasz, rozradował się z tego, że ujrzał mój dzień – ujrzał i ucieszył się” (J 8,56).

Wiara (gr. πίστις, pístis, łac. fides, hebr. ‏אֱמוּנָה‎) – w chrześcijańskiej refleksji jest poręką tych dóbr, których się spodziewamy, dowodem tych rzeczywistości, których nie widzimy. Większość definicji wiary formułowanych w ciągu historii chrześcijańskiej teologii była pochodną tego sformułowania biblijnego. Jej korzenie tkwią w wierze Żydów, ich patriarchów: Abrahama, Jakuba i Mojżesza. Jej specyficznie chrześcijański charakter polega na uznaniu, że Jezus z Nazaretu jest zapowiadanym przez Prawo i proroków Mesjaszem, uwierzeniu w Jego zmartwychwstanie i wyznaniu, że jest Panem (por. Rz 10,9n). Znaczenie tego wyznania, w wyniku licznych kontrowersji – jak np. ariańska – zostało dookreślone przez Sobory powszechne w postaci wyznań wiary (łac. Credo). Jest cnotą teologalną nadprzyrodzonego pochodzenia – razem z nadzieją i miłością. Jest pierwszą z tych trzech cnót, jako źródło usprawiedliwienia i życia moralnego chrześcijanina. Dzięki niej przyjmuje się miłość, którą Bóg objawia człowiekowi w Chrystusie. Zakłada posłuszeństwo Bogu (por. Rz 1,5 i 16,26) oraz świadczenie o Bogu wobec innych. Od początku chrześcijaństwa była powiązana z chrztem i Kościołem jako ciałem Chrystusa, stanowiąc zasadę dojrzewania i budowania jego jedności (por. Ef 4,13).

## W Biblii
Według Biblii wiara jest zasadniczą przyczyną wszelkiego życia religijnego, jego źródłem i ośrodkiem. Zróżnicowana terminologia hebrajska odnosząca się do wiary, aman oraz batah, sugeruje dwubiegunowość tego pojęcia:
1. zaufanie do osoby „wiernej”, w które zaangażowany jest cały człowiek
2. oraz pewien akt intelektualny, dzięki któremu przez słowo i odpowiednie znaki można dotrzeć do rzeczywistości niewidzialnej (Hbr 11,1).

Podstawową figurą biblijną wiary jest Abraham – ojciec wierzących. Bóg powołał go z ziemi chaldejskiej (Joz 24,2), gdzie wszyscy służyli innym bogom. Abraham uwierzył w Boga (Rdz 15,6), w jego słowo wbrew wszelkiej ludzkiej logice (Rz 4,19) i w chwili największej próby (Rdz 22). Od tej pory stał się przewodnikiem dla wszystkich, którzy, by osiągnąć zbawienie, powierzają się całkowicie Bogu i jego słowu.

### Stary Testament
Wiara Izraela jest odpowiedzią na zawarte Przymierze z Bogiem. Lud jest wezwany do słuchania Jahwe (Wj 19, 3-9) – czyli do wiary w niego (Pwt 9,23; Ps 106,24n). W chwilach zagrożenia wiary Izraela Bóg powołuje proroków, by ci głosili, że wbrew wszelkim pozorom zasługuje on zawsze na pełne zaufanie (Iz 40,31; 49,23), bo jest on wszechpotężnym Bogiem Izraela (Jer 32,27; Ez 37,14). W konsekwencji, wiara Izraela otwiera się dla ludów pogańskich, które poprzez posłannictwo Sługi Jahwe, poprzez wiarę, odkryją Boga Jedynego (Iz 43,10), będą go wyznawały jako Jedynego (Iz 45,14; por Rz 10,16) oczekując na wybawienie przez potężnego Boga Izraela (Iz 51,5).

### Nowy Testament
W pismach Nowego Testamentu wiara wiąże się ściśle z Dobrą Nowiną o zbawieniu przyniesionym przez Jezusa Chrystusa. Jest to wiara, że duchowe oczekiwanie obecne w Izraelu jako owoc licznych proroctw mesjańskich spełnia się w nim (por. Łk 2,25.38). Jezus wraz ze swym posłannictwem został przyjęty przez wiarę ubogich Izraela (hebr. anawim por. So 3,12n). Jedną z nich była Maryja, której wiara osiągnęła stopień doskonały (por. Łk 1, 46-55). Z czasem wokół Jezusa, ubogiego, utworzyła się społeczność ubogich, maluczkich (Mt 10, 42); więzią tej ubogiej żydowskiej społeczności była wiara w Jezusa i jego słowa (Mt 18, 6-10). Wiara ta pochodziła od Boga (Mt 11, 25; 16, 17), On był jej inicjatorem.

#### Wyznanie wiary Piotra
Piotr Apostoł ukazany jest w Ewangeliach jako mający, z ustanowienia Jezusa, pierwszeństwo wśród Dwunastu. Jego wyznanie wiary, opisane przez wszystkich trzech Synoptyków ma zatem szczególne znaczenie. Dotyczy mesjańskiej godności Mistrza. W każdej wersji godność ta jest opisana w nieco odmienny sposób. Ewangelia Marka zdaje się być najbardziej zwięzła. Piotr rozpoznał w Jezusie eschatologicznego Mesjasza-Króla tak, jak rozumiano go w owym czasie w Izraelu odczytując mesjańskie proroctwa Pisma Świętego, jak np. o potomku króla Dawida (por. 2 Sm 7,12-16). Czytamy w Ewangelii: „On ich zapytał: A wy za kogo mnie uważacie? Odpowiedział Mu Piotr: Ty jesteś Mesjasz”. (Mk 8,29, por. Mt, 16,16-19; Łk 9,18-20, por J 6,89). Był to akt wiary Piotra, że Jezus jest zapowiadanym Pomazańcem, który ma ustanowić Królestwo Boże zgodnie z oczekiwaniami mesjańskimi Izraela. Ma ono swój fundament w różnych innych wyznaniach Piotra opisanych w Ewangeliach, np. zaraz na początku po cudownym połowie (por. Łk 5,8) czy po uciszeniu burzy na morzu (por. Mt 14,22-33). Najbliższy kontekst wyznania wiary Piotra stanowią słowa Jezusa o cierpieniach mesjasza (por. Mk 8,31-38) oraz Przemienienie na Górze (por. Mk 9,2-10) .

#### Mesjański charakter wiary Kościoła Nowego Testamentu
Wiara uczniów Jezusa stała się wiarą Kościoła, gdy oni sami uwierzywszy w zmartwychwstanie Mistrza – jako świadkowie – zaczęli ogłaszać go Panem i Mesjaszem, który jako nowy Adam pokonał śmierć i ożywia wszystkich (por. 1 Kor 15,20-26) i jest ustanowionym przez Boga „sędzią żywych i umarłych” (Dz 10,42). Ogłaszali nastanie czasów ostatnich, eschatonu, pełni czasu (por. Dz 2,17; Ga 4,4). Zachęcali swoich słuchaczy do przyjęcia wiary, która ich ożywiała, by w ten sposób uczestniczyli w bogactwach Bożych obietnic, dostępując odpuszczenia swych grzechów (Dz 2, 38n; 10, 43). Wierzyć, oznaczało więc przyjęcie nauki świadków, Dobrej Nowiny (Dz 15, 7; 1 Kor 15, 2), wyznając, że Jezus jest Panem (1 Kor 12, 3; Rz 10, 9; por 1 J 2, 22). Wiara ta otworzy przed umysłem człowieka skarby:
1. mądrości samego Boga objawionej przez Ducha Świętego (1 Kor 2)
2. oraz wiedzy o Jezusie Chrystusie i jego miłości (Flp 3, 8; Ef 3, 19; por 1 J 3,16).

Człowiek wierzący jest powołany do tego, by dawał wyraz swojej wierze w poznaniu (J 6, 69; 8, 28) i w kontemplacji (J 1, 14; 11,40) tego co niewidzialne.
Jak zauważył O. Michel, to apostolskie wezwanie do uwierzenia było czymś unikalnym w ówczesnym Izraelu. „Ani w Kumran, ani u Jana Chrzciciela, ani wśród starożytnych ruchów zelotów nie było jasno wyrażonej potrzeby wiary”.
Z początku, krąg tych, którzy uwierzyli stanowili Żydzi. Byli przekonani, że sprawa wiary w Jezusa jest kwestią wewnątrz Izraela. Robili wymówki Piotrowi, że w Jafie wszedł do domu „ludzi nieobrzezanych”, nieuświęconych Przymierzem i jadł z nimi. Dopiero obszerne wyjaśnienie Apostoła przytoczone w rodz. 11 Dziejów Apostolskich uświadomiło im, że Bóg w Chrystusie chce zbawić wszystkie narody.

Piotr więc zaczął wyjaśniać... Jeżeli więc Bóg udzielił im tego samego daru co nam, którzyśmy uwierzyli w Pana Jezusa Chrystusa, to jakżeż ja mogłem sprzeciwiać się Bogu? Gdy to usłyszeli, zamilkli. Wielbili Boga i mówili: A więc i poganom udzielił Bóg [łaski] nawrócenia, aby żyli (Dz 11, 4.17n BT).

Szybko się okazało, że konsekwencją wiary w Jezusa jest doświadczenie odrzucenia przez swój własny naród. Było to o tyle dramatyczne, że naród ten był wybrany i uświęcony przez Boga przymierzem. W Liście do Hebrajczyków odrzucenie to znalazło interpretację ofiarną, w której nie ma oskarżenia czy nawet wyrzutu. Jest natomiast nadzieja, że cierpienie związane z odrzuceniem przyczyni się do uświęcenia tego ludu:

Ciała bowiem tych zwierząt, których krew arcykapłan wnosi do świątyni jako ofiarę przebłagalną, są spalane poza obozem. Dlatego i Jezus, aby krwią swoją uświęcić lud, poniósł mękę poza miastem. Również i my wyjdźmy do Niego poza obóz, dzieląc z Nim Jego urągowisko. Nie mamy tutaj trwałego miasta, ale szukamy przyszłego. Przez Niego więc składajmy Bogu ofiarę pochwalną nieustannie, to jest owoc warg, które wyznają Jego imię (Hbr 13,11-15).

Wyznawanie wiary w imię Jezusa stało się w chrześcijaństwie nową, doskonalszą formą ofiar składanych w starej Świątyni. Dzieje Apostolskie opowiadają o rosnącej znacząco w Jerozolimie liczbie uczniów Chrystusa i że „liczna też rzesza kapłanów okazywała posłuszeństwo wierze” (Dz 6,7 BE 2006). Prawdopodobnie z powodu prześladowania opuścili Miasto, osiedli z dala od Świątyni w którymś z miast na wybrzeżu, np. w Cezarei czy Antiochii. Tęskniąc za dawnym życiem i posługą kapłańską, słabli w wierze i potrzebowali zrozumienia głębi i mocy nowego kultu chrześcijańskiego .
Pisma nowotestamentalne pokazują, że uznanie lub nieuznanie Jezusa za Mesjasza stanowiło kryterium bądź wyłączenia, bądź pozostania w łonie judaizmu. Zwraca na to uwagę Ewangelia Jana: „Niemniej jednak i spośród przywódców wielu w Niego uwierzyło, ale z obawy przed faryzeuszami nie przyznawali się, aby ich nie wyłączono z synagogi” (J 12, 42; por. J 7, 40-52). Ukazują to także Dzieje Apostolskie 9, 22n: „A Szaweł występował coraz odważniej, dowodząc, że Ten jest Mesjaszem, i szerzył zamieszanie wśród Żydów mieszkających w Damaszku. Po upływie dłuższego czasu Żydzi postanowili go zgładzić” (por. Dz 18,5, jak również 2,35; 4,18; 5,40.42). Mesjanizm, wiara że epoka mesjańska już nadeszła – to główny temat pierwotnego chrześcijaństwa także później. Np. fragment 47,1 z Dialogu z Żydem Tryfonem św. Justyna świadczy, że wyznanie wiary w Jezusa jako obiecanego mesjasza stanowiło o przejściu z judaizmu do chrześcijaństwa. Pseudo-Cyprian w Ad Vigilium ukazał konwersję Żyda Papiscusa jako akt wiary w Jezusa Chrystusa. Taką też radę dawał List Sewera (Epistula Severi) 12 /826/ z V w. z Minorki nieochrzczonemu Żydowi.

#### Wiara w życiu pierwszego Kościoła
Nauczanie Listu do Efezjan ukazuje wiarę w rozumieniu wspólnot kościelnych lat 90. I wieku. W rozdziale 4 mowa jest o wierze jako o spoiwie jedności wszystkich uczniów Chrystusa wszczepionych przez chrzest do Kościoła-Ciała Chrystusa: „Jeden jest Pan, jedna wiara, jeden chrzest” (w. 5). Według Rudolfa Schnackenburga ta triada jest echem obrzędów chrztu w pierwszych wspólnotach chrześcijańskich. Wiara i chrzest były bardzo blisko związane ze sobą (por. Ga 3,25 -27, Dz 2,38; 16,31-33; 18,8; Mk 16,16). Wspólna wiara, która stanowi o nowej jedności wszystkich uczniów Chrystusa – czy to pochodzenia żydowskiego, czy pogańskiego (por. Ga 3,28, 1 Kor 12,13, Kol 3.11) – od początku wyrażała się w wyznaniu chrzcielnym, które składali podczas obrzędów swego chrztu. I w trakcie tychże obrzędów otrzymywała pieczęć Ducha Świętego /Bierzmowanie/ (por. Ef 1,13). Sam Chrystus ustanowił Kościół /gr. Εκκλεσια/ na skale-fundamencie wiary Piotra (por. Mt 16,18-19; Łk 22,31). Jest on organizmem wiary tworzącym całość, gdzie Głową jest Chrystus a Kościół ciałem. Dojrzałość tego organizmu, tego „męża doskonałego” zostanie osiągnięta tylko wtedy, gdy wszyscy ochrzczeni dojdą „do jedności wiary i poznania Syna Bożego” (Ef 4,12-13). Stanie się tak dzięki posługom ustanowionym przez Chrystusa: „I On ustanowił jednych apostołami, innych prorokami, innych ewangelistami, innych pasterzami i nauczycielami” (Ef 4,11).
Tym, czego chrześcijanie czasów Nowego Testamentu oczekiwali przyjmując wiarę były dobra eschatologiczne: zmartwychwstanie ciała (por. Rz 8,18-23; 1 Tes 4,13n; por. Dz 2,26; 23,6; 24,15; 26,6-8; 28,20), dziedzictwo świętych (Ef 1,18; por. Hbr 6,11; 1 P 1,3n), życie wieczne (Tt 1,2; por. 1 Kor 15,19), chwała (2 Kor 3,7-12; Ef 1,18; Kol 1,27; Tt 2,13), wizja Boga (1 J 3,2n) – czyli, ujmując jednym słowem, zbawienie siebie i innych (2 Kor 1,6; 1 Tes 2,19). Wiara wcześniej wzrastała w samym Izraelu (Ef 1,11-12; por. J 5,45; Rz 4,18), z wykluczeniem narodów pogańskich (Ef 2,12; por. 1 Tes 4,13), jako doskonała nadzieja (Hbr 7,19). Obecnie w misterium Chrystusa (Rz 16,25) jest ofiarowana także poganom (Ef 1,18; Kol 1,27; por. Mt 12,21; Rz 15,12).
Św. Piotr mówił o wierze w kontekście miłowania niewidzialnej rzeczywistości osoby Chrystusa. Wartość wiary jest próbowana jak wartość złota, jakby przez ogień. Pozwala kochać, chociaż się nie widzi, i oczekiwać na osiągnięcie radości niewymownej i pełnej chwały królestwa niebieskiego (por. 1 P 1,7).

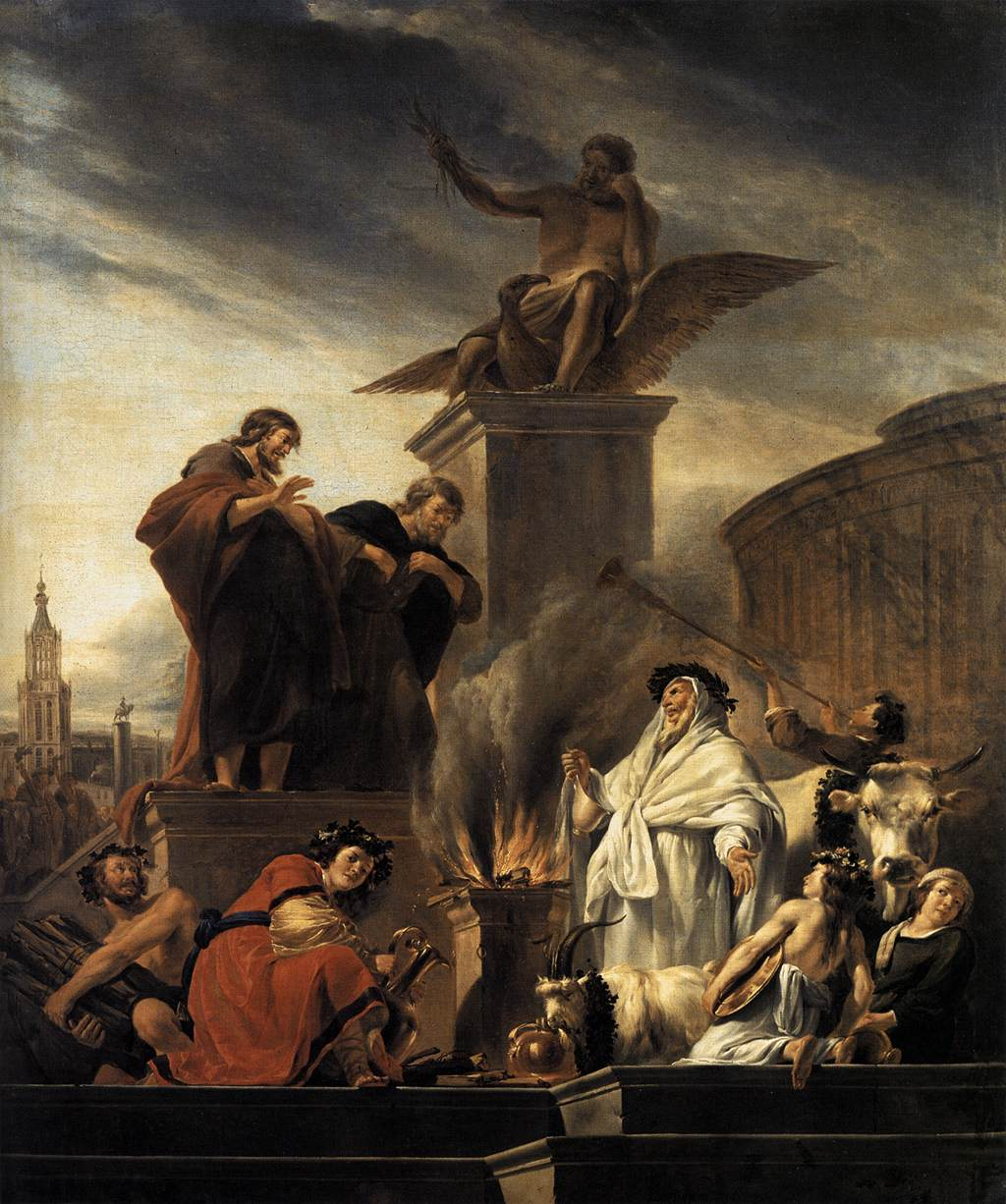
Apostołowie Paweł i Barnaba w Listrze w Likaonii (Dz 14,8-18). Po cudownym uzdrowieniu paralityka, Likaończycy uwierzyli, że są bogami i chcieli ich uczcić ofiarą ze zwierząt. Apostołowie zaś wezwali ich do wiary w Boga żywego: Ludzie, dlaczego to robicie! My także jesteśmy ludźmi, podobnie jak wy podlegamy cierpieniom. Nauczamy was /el ewangelidzomen/, abyście odwrócili się od tych marności do Boga żywego, który stworzył niebo i ziemię, i morze, i wszystko, co w nich się znajduje. Nicolaes Berchem, Holandia (1621-1683), olej na płótnie.

#### Listy Pawłowe –Corpus Paulinum
Egzegeci dyskutują na temat uznania autorstwa Apostoła Pawła w stosunku do niektórych listów znajdujących się w kolekcji Corpus Paulinum (dosł. Zbiór Pawłowy) Nowego Testamentu. Istnieje jednak consensus uznający, że wszystkie listy włączone tradycyjnie w Corpus, także np. List do Efezjan, listy pasterskie i List do Hebrajczyków, tak czy inaczej znajdują się w zasięgu i pod wpływem teologii i pojęć Apostoła narodów. Pozwala to uznać tę kolekcję jako pewną całość i analizować rozumienie wiary chrześcijańskiej we wszystkich listach wchodzących w skład Corpus Paulinum.
W nauczaniu Pawła można łatwo dostrzec duży nacisk na wiarę. Słowo wiara (gr. pistis) w Corpus Paulinum występuje 142 razy (z wyłączeniem Listu do Hebrajczyków), podczas gdy w pozostałych pismach Nowego Testamentu znajduje się w 101 miejscu. Czasownik pisteuò (pol. wierzyć) w listach Pawłowych jest użyte 54 razy, a przymiotnik pistos (pol. wierny, godny zaufania) 33 razy. Dla Pawła, chrześcijanin był kimś, kto wierzy (por. Rz 1,1; 1 Kor 1,21). Wierzenie, o które chodziło Pawłowi nie było czymś zewnętrznym, jakimś powierzchownym aktem. Apostoł mówił o wierzeniu całym sercem (por. Rz 10,9). Przedmiotem wierzenia dla Pawła było działanie Boże, historia zbawienia. Bóg wskrzesił Chrystusa z martwych, zapoczątkował w ten sposób nową erę i działa w Zmartwychwstałym, aby urzeczywistnić zbawienie grzeszników.

##### List do Hebrajczyków
W Liście do Hebrajczyków wiara określona jest jako poręka tych dóbr, których się spodziewamy, dowód tych rzeczywistości, których nie widzimy (w. 11,1 BT). Zdanie to jest powszechnie przyjmowane jako teologiczna definicja wiary. Wiara jest więc posiadaniem i pewnym poznaniem niewidocznych dla oczu ciała rzeczywistości – dziedzictwa które stanie się udziałem wierzących w życiu przyszłym (por. Hbr 6,5; Rz 5,2; Ef 1,13n). Ten biblijny opis wiary był zamierzony jako wyjaśnienie dla Hebrajczyków-chrześcijan, którzy upadali na duchu na skutek prześladowań. Wiara jest im ukazana jako postawa całkowicie zwrócona ku przyszłości, ku temu co niewidzialne. Przykłady osób wierzących zaczerpnięte z hagiografii Starego Testamentu (por. Syr, rozdz. 44-50) ukazują, jakiej cierpliwości i jakiej mocy jest ona źródłem. Wyrażenie przez wiarę wyznacza początek kolejnych przykładów, jest ono powtórzone w tym fragmencie listu do Hebrajczyków aż 17 razy:

Przez wiarę ten, którego nazwano Abrahamem, usłuchał wezwania Bożego, by wyruszyć do ziemi, którą miał objąć w posiadanie. Wyszedł nie wiedząc, dokąd idzie. Przez wiarę przywędrował do Ziemi Obiecanej, jako ziemi obcej, pod namiotami mieszkając z Izaakiem i Jakubem, współdziedzicami tej samej obietnicy. Oczekiwał bowiem miasta zbudowanego na silnych fundamentach, którego architektem i budowniczym jest sam Bóg. Przez wiarę także i sama Sara, mimo podeszłego wieku, otrzymała moc poczęcia. Uznała bowiem za godnego wiary Tego, który udzielił obietnicy. Przeto z człowieka jednego, i to już niemal obumarłego, powstało potomstwo tak liczne, jak gwiazdy niebieskie, jak niezliczony piasek, który jest nad brzegiem morskim. W wierze pomarli oni wszyscy, nie osiągnąwszy tego, co im przyrzeczono, lecz patrzyli na to z daleka i pozdrawiali, uznawszy siebie za gości i pielgrzymów na tej ziemi. Ci bowiem, co tak mówią, okazują, że szukają ojczyzny (Hbr 11, 8-14).

Apostoł Paweł w Liście do Rzymian napisał, że chrześcijanie dzięki wierze dostępują usprawiedliwienia i dzięki niej mają też dostęp do Jezusa Chrystusa. W Nim mają możliwość trwania w łasce, dającej nadzieję na osiągnięcie chwały Bożej, czyli nieba.

## W epoce Ojców Kościoła

### Treści wiary wyrażone w wyznaniach pierwszych wieków
By ukazać, jak wielką wagę przykładali Ojcowie Kościoła do wyznania wiary (symbolu), gdy chodziło o poznanie wiary chrześcijańskiej, współczesny teolog Michael Fiedrowicz przywołał przykład postawy Augustyna z Hippony (354-430). Biskup Hippony, poproszony na synodzie biskupów Afryki północnej w czerwcu 411 r. w Kartaginie o przedstawienie wykładu O wierze i Symbolu, wybrał jako źródło nie Symbol nicejski, lecz wyznanie wiary znane wiernym z obrzędów chrztu. Według biskupa Hippony właśnie to chrzcielne Credo zawierało pełne ujęcie treści wiary chrześcijańskiej (dosł. katolickiej) w jej zewnętrznym wyrazie. Uważał też, że ważnym zadaniem teologów jest sprzeciw wobec nowych, skomplikowanych interpretacji Credo, dokonywanych przez heretyków. Credo góruje nad refleksją teologiczną, nad wszystkimi teoriami, hipotezami i wyjaśnieniami tym, że daje wiedzę rzeczywistości duchowej.
Prawosławny teolog Siergiej Bułgakow podkreślił ważność przyjęcia tradycji Kościoła dotyczącej wiary i życia, nauki i pobożności przez każdego wierzącego chrześcijanina. Na początku istniała ona jedynie w przekazie ustnym. Dopiero później została spisana i stała się minimum tradycji. Tym minimum jest nauczanie siedmiu Soborów powszechnych, a zwłaszcza Symbol Wiary Nicejsko-konstantynopolitański. Jest on niejako jej streszczeniem wypowiadanym także uroczyście podczas liturgii. Każdy, kto nie akceptuje tej tradycji kościelnej, tym samym znajduje się poza Kościołem i jego życiem.

#### W interpretacji głównych wyznań chrześcijańskich
W rozumieniu głównych chrześcijańskich Kościołów i wspólnot, treść wiary chrześcijańskiej – to, w co wierzyli chrześcijanie od początku – znajduje swój wyraz w formułach chrzcielnych. W symbolach tych – począwszy od najwcześniejszych zachowanych z II w. aż po bardzo intelektualnie wysublimowane wyznanie Nicejsko-konstantynopolitańskie z IV w. – można rozpoznać trzy grupy tematyczne:
- wiarę w Ojca i Syna i Ducha Świętego, określano to już w pierwszej połowie III w. mianem „symbolu Trójcy” (łac. symbolum trinitatis)[a].
- wiarę w Kościół Święty
- wiarę w to, jak poprzez Kościół i w Kościele Jezus Chrystus zbawia ludzi, ogarniając ich dusze i ciała, odpuszczając grzechy i wskrzeszając z martwych, i prowadząc do życia wiecznego.

Ten potrójny podział Credo, według Henriego de Lubaca SJ, wynikał z tego, że jego istotą było ukazywanie Trójcy Świętej: Ma on trójdzielną strukturę ponieważ jest on ze swojej istoty symbolem Trójcy.

##### Wiara w Trójcę Świętą
Na świadectwo tego, że w pierwotnym Kościele chrzest był związany z wyznaniem wiary w Trójcę, Michael Fiedrowicz przytoczył wypowiedź Ireneusza z Lyonu (140-202). Biskup Lyonu mówił o trzech punktach naszej pieczęci (chrztu), wymieniając konkretnie wiarę: w Boga Ojca Stworzyciela, we wcielenie Syna oraz w Ducha, którego dar sprawia, że człowiek otrzymuje życie w Bogu. Niemiecki historyk Kościoła starożytności zauważył też, iż chrzcielne formuły i wyznania wiary mające trójczłonową strukturę trynitarną są oparte na wczesnych świadectwach, znajdują się one np. w Didache 7,1, oraz u Justyna (100-ok. 167) w 1 apologii 61,3.10.13. Według P.-Th. Camelota OP, najwcześniejsze zachowane na piśmie formuły chrześcijańskich wyznań wiary z II w., ułożone według schematu trynitarnego i będące prawdopodobnie częścią rytuału chrzcielnego, są echem pierwszych wyznań wiary, które były odpowiedzią na kerygmat apostolski (por. Rz 10,9), a jeszcze wcześniej reakcją na nauczanie samego Jezusa, objawiającego tajemnicę swojej Osoby i swej zbawczej misji (por. J 6,35-38).
Henri de Lubac SJ podkreślił rolę symbolu, dzięki któremu treść wiary wyznawanej przez poszczególne osoby w XX w. jest tożsama tym w co wierzyli chrześcijanie na początku, wierny odmawiając Symbol apostolski, podobnie jak czynili to w pierwszych wiekach chrześcijaństwa kandydaci do chrztu, wyznaje swoją wiarę w trzy Osoby jedynej Trójcy, które chrześcijańskie objawienie ukazało mu w Ich dziełach i poprzez nie.
Dwa przykłady pierwotnych wyznań wiary. W pierwszym, zachowanym we wczesnym dziele o nazwie List Apostołów, powstałym w Azji Mniejszej ok. 160-170 r., znajdujemy następującą formułę wyznania:

/Wierzymy/...w Ojca panującego nad wszechświatem

i w Jezusa Chrystusa,

i w Ducha Świętego,

i w święty Kościół,

i w odpuszczenie grzechów. (Wyznanie wiary z Listu Apostołów)

Drugi przykład to formuła wyznania wiary z Der-Balizeh. Tekst sięgający najprawdopodobniej z II wieku Został zapisany na jednym z papirusów odnalezionych w tej miejscowości w Górnym Egipcie:

Wierzę w Boga Ojca wszechwładcę

i w jednorodzonego Syna Jego Pana naszego Jezusa Chrystusa,

i w Ducha Świętego,

i w ciała zmartwychwstanie,

[jak wierzy] święty Kościół katolicki.

Dla Ojców Soboru w Konstantynopolu (381) wiara w Trójcę była warunkiem koniecznym bycia chrześcijaninem i członkiem Kościoła. Sobór wymagał od powracających do Kościoła powszechnego neo-ariańskich uczniów Eunomiusza z Kyziku, montanistów oraz sabelian, by odbyli obrzęd chrztu ponownie wobec nieważności ich pierwszego chrztu – z powodu braku wiary w Trójcę. Od tych zaś, którzy byli ochrzczeni z użyciem niezmienionej formuły zawierającej wezwanie Trójcy Świętej żądano jedynie, by wyrzekli się niezgodnych z wiarą Kościoła przekonań i namaszczano ich.
Formuły trynitarne w Credo nicejskim (325 r.), a potem w Nicejsko-konstantynopolskim (381 r.) były więc potwierdzeniem i obroną istotnego, centralnego elementu wiary Kościoła, wobec negujących go silnych prądów ariańskich. Są oczywiście też świadectwem rozwoju języka teologicznego, którym w Kościele zaczęto wiarę w Trzy Osoby w jednym Bogu opisywać i wyrażać. Jak zwróciła uwagę Catherine Mowry LaCugna w artykule o Trójcy (Trinity) w The Encyclopedia of Religion, której redaktorem był Mircea Eliade, w objawieniu biblijnym i apostolskim nie ma późniejszego technicznego języka teologicznego, ale słusznie można mówić o tym objawieniu jako o praźródle późniejszej doktryny trynitarnej.
Według Paula Tillicha symbole trynitarne są wynalazkiem religijnym, nie są jednak czymś zmyślonym, mitem, lecz opisują doświadczenie religijne. Nazwy Ojca, Syna i Ducha Świętego mają charakter symboliczny, gdyż opisują potrójną manifestację Boga jako mocy twórczej, zbawczej miłości, oraz ekstatycznego przeobrażenia.
Według Jerzego Klingera, w oczach Kościołów prawosławnych, uznawanych w wielkiej rodzinie Kościołów chrześcijańskich za najbardziej przywiązane do tradycji, dogmat Trójcy Świętej wydaje się najbardziej podstawowym, najbardziej niezmiennym dogmatem chrześcijaństwa.

##### Wierzę w „Święty Kościół”
Wiara w „Święty Kościół” jest już zapisana w Symbolu Apostolskim (tekst „R”), potocznie zwanym Składem apostolskim. Był on najwcześniejszym wyznaniem wiary Kościoła rzymskiego, który postrzegano jako odbicie apostolskiej tradycji wiary. Pierwsze pisane świadectwo tekstu sięga początku III wieku. W wyznaniu nicejsko-konstantynopolskim (381 r.) ten artykuł wiary został uszczegółowiony: „Wierzę w jeden, święty, powszechny i apostolski Kościół”. Jak zwrócił uwagę Henri de Lubac SJ, w wyznaniach wiary prawie zawsze występuje on w połączeniu z wiarą w Ducha Świętego, gdyż Kościół jest Jego pierwszym dziełem. Sformułowanie „wierzę w Kościół” ma odmienne znaczenie od wymienionej wcześniej w Credo wiary w Trójcę. Chodzi o wiarę, że Duch Święty jednoczy Kościół – jak komentował to Tomasz z Akwinu – że jest on rzeczywistością nadprzyrodzoną, jedną i posiadającą zasadnicze uprawnienia i moc uświęcania wierzących. Jest to wiara, że członkowie Kościoła mają udział w obcowaniu świętych, odpuszczeniu grzechów i zmartwychwstaniu do życia wiecznego. Sama formuła „wierzę w” została stworzona w grece chrześcijańskiej. Nie ma jej w grece klasycznej, nie używa jej też Septuaginta (Koine). Po raz pierwszy użyła go Ewangelia Jana.

### Cyprian z Kartaginy
Biskup Kartaginy nauczał o wierze, omawiając jej znaczenie w dwóch wymiarach życia chrześcijańskiego: wiara jako odrzucenie politeizmu i wybór Jedynego Boga oraz wiara jako istotny element tworzący Kościół.
W społeczeństwie politeistycznym wiara oznaczała przyjęcie Boga, który dał się poznać człowiekowi przez Objawienie biblijne i uznanie bożków za wytwory rąk ludzkich. Pytanie o wiarę w owych czasach nie dotyczyło istnienia Boga, gdyż zazwyczaj nikt wtedy tego nie podważał, lecz spełnienia przez Boga jego obietnic. Ogólnie taki też rys miała wiara biblijna. Na próbę wiary wierni byli wystawieni często z powodu prześladowań. Według Cypriana, gwarantem wierności Boga jest to, kim On jest jako wszechmogący, prawdomówny i stały w swoich zbawczych decyzjach. Wiara daje moc do stawienia czoła trudnościom, gdyż sam Chrystus działa poprzez nią w wierzących. Najważniejszym modelem wiary chrześcijańskiej jest biblijna postać Abrahama, a chrześcijanie są kontynuatorami wiary judaizmu. Wiara Abrahama jest dla wiary chrześcijan „korzeniem i podwaliną”. Innym ważnym dla biskupa Kartaginy modelem wiary, zwyciężającej w nadprzyrodzony sposób trudności i prześladowania byli trzej młodzieńcy z 2 rozdz. Księgi Daniela: Szadrak, Meszak i Abed-Nego. Biskup Cyprian wiele o wierze mówił w kontekście walki z demonami. Wykorzystywał przy tym słownictwo wojskowe. Życie człowieka i Kościoła postrzegał jako nieustanną walkę z tymi duchowymi nieprzyjaciółmi Boga, którzy atakują poszczególnych chrześcijan pokusami, a cały Kościół wzbudzaniem niezgody oraz zewnętrznych prześladowań. Wiara jest najlepszą bronią w tej walce.
Drugim nurtem nauczania św. Cypriana o wierze były dyskusje wobec ważności chrztu grup schizmatyckich. Biskup Kartaginy kładł nacisk na jedność pomiędzy wiarą i Kościołem. Według Cypriana uznanie Kościoła jest integralną częścią wiary, tylko ktoś, kto jest w komunii z Kościołem może mieć prawdziwą wiarę, a w konsekwencji może ważnie udzielać sakramentów. Błędna wiara nie daje dostępu do tego co prawdziwe:

Jeśli ktoś wierzył w to, co jest błędne, nie mógłby otrzymać tego, co prawdziwe, otrzymałby raczej to, co jest fałszywe i bezbożne, stosownie do swej wiary.(List 73,6)

Swoje stanowisko Cyprian wywodził ze zdania z Listu do Efezjan 4,4-5: „jedno ciało, jeden duch, jedna nadzieja wezwania naszego. Jeden Pan, jedna wiara, jeden chrzest”.
Nauczanie Cypriana dotyczące nieważności chrztu schizmatyków nie zostało w pełni zaakceptowane przez papieża Stefana I. Później uzupełnił je św. Augustyn z Hippony, wprowadzając rozróżnienie na ważność i godziwość. Chrzest dawany przez schizmatyków jest udzielany w wierze Kościoła, dlatego jest udzielany ważnie i jest w nim Jezus Chrystus i łaska. Udzielany jest jednak niegodziwie, gdyż w stanie niesprawiedliwości z powodu braku jedności z Kościołem. Jest niejako wykradany Kościołowi. Jeśli jednak woda jako sacramentum-znak we chrzcie zostaje użyta, a treść wiary w której się chrzci jest zgodna z wiarą Kościoła, czyli zanurzenie w wodę dokonuje się w imię Trójcy Świętej – res sakramentu chrztu, tzn. jego łaska i charakter, który wyciska na osobie przyjmującej chrzest jest jak najbardziej obecna.

### Augustyn z Hippony
Augustyn rozróżniał między wiarą chrześcijańską, wraz z tym co zawiera, wyciśniętą w sercach wierzących dzięki nauczaniu Kościoła, a osobistym aktem wiary, który może być błędny (O Trójcy Świętej 13.3.5). Treść wiary chrześcijańskiej streszczona jest w symbolu, albo w regule wiary. Zarówno Stary, jak i Nowy Testament mówią o tej samej wierze. Różnica polega na tym, że wpierw ludzie wierzyli w rzeczywistości oczekiwane, wraz z przyjściem Chrystusa wiara dotyczy rzeczywistości już przeżywanych (Przeciw Faustusowi 19.17; Homilie na Ewangelię św. Jana 45.9; List 157.14; Przeciwko listom pelagian 3.11; Państwo Boże 18.47).
Dla biskupa Augustyna wiara ma trzy wymiary:
1. wierzyć, że Bóg jest (credere Deum)
2. wierzyć Bogu (credere Deo)
3. wierzyć w Boga (credere in Deum)[44][45]

#### Wierzyć, że Bóg jest
Wiara jest różna od wiedzy, gdyż jest uznaniem jakiejś rzeczywistości za istniejącą wtedy, gdy jest nieobecna czy raczej, gdy nie można jej ani zobaczyć, ani pojąć (List o widzeniu Boga 147,7.10.30). Wiara jest różna także od opinii lub wątpienia, gdyż jej cechą jest to, że jest pozbawiona błędu lub niewiedzy, wahania lub niepewności. Wiara jest pewną zgodą rozumu (Enchiridion o wierze nadziei i miłości 7,20; por. Duch i Litera 31.54). Jest przyzwoleniem, jest więc też, z zasady, aktem woli. Akt ten może nie być doskonały, gdyż może być niedojrzały lub głupi, albo też ktoś może trwać w uporze przeciw wierze (O przeznaczeniu świętych 2.5 PL 44,966; O pożytku wiary 10.23-11.25; O kłamaniu 3).

#### Wierzyć Bogu
Wiara wiąże się z przyjęciem autorytetu osoby mówiącej o jakiejś rzeczywistości, np. wędrowca opowiadającego o odległym miejscu, lub uczestnika wydarzenia z przeszłości (Wyznania 6,5.7; O wierze w rzeczy niewidzialne 2.4; List 147,8; Państwo Boże 11.3). Przykładami zawierzenia Bogu są Abraham i Maryja (O Trójcy Świętej 13.18.23; Enchiridion 10.34).

#### Wierzyć w Boga
Wyrażenie wiara w Boga (credere in Deum) jest niespotykane poza łaciną chrześcijańską. Dla Augustyna jest czymś więcej wierzyć w Boga, niż wierzyć, że Bóg jest. Tę drugą wiarę mają bowiem też demony (O wierze i uczynkach 27nn). Wiara w Boga jest osobistym przylgnięciem do Niego (Homilie na Ewangelię św. Jana 29.6 oraz 48.3; Objaśnienia Psalmów 130.1). Wiara jest poniekąd niekompletna, ponieważ nie przynosi zbawienia bez miłości. Tylko dzięki łasce, dzięki miłości uczynki wynikające z Prawa Bożego mogą być wypełnione (Komentarz do Listu do Galatów 44; Duch i litera 12.22; 30.52; 33.57; O wierze i uczynkach 21,39; List 157.8; O naturze i łasce 16.17; Enchiridion 31.117; O łasce i wolnej woli 14.28).
Chociaż wiara jest wolnym aktem człowieka, zgodnie z nauczaniem Augustyna z Hippony potwierdzonym przez 2 synod w Orange (529 r.), od pierwszego pojawienia się w umyśle jest ona owocem działania Bożego, jest darem łaski oświecającej duszę.

## Wiara w teologii średniowiecznej

### Tomasz z Akwinu
Najważniejszym źródłem biblijnym dla Tomasza, pomocnym w zdefiniowaniu tego, czym jest wiara chrześcijańska był fragment z Listu do Hebrajczyków 11,1. W Sumie teologicznej, dojrzałym dziele swojego życia pisał, że choć formalnie zdanie to nie ma charakteru definicji, jednak „wszystkie /elementy/ z pomocą których wiara może być zdefiniowana są wymienione” w nim. Próbując treść tego zdania wyrazić w formie definicji, Akwinata stwierdził, że

Wiara jest sprawnością umysłu, dzięki której, poprzez skłonienie intelektu do uznania rzeczy niejawnych, zapoczątkowuje się w nas życie wieczne.

List do Hebrajczyków mówi, że wiara jest substancją rzeczywistości, których oczekujemy w nadziei (gr. ἐλπιζομένων ὑπόστασις – elpidzomenon hypostasis).
Tomasz analizował za Arystotelesem relację między wolą i rozumem w akcie wiary, będącej nadzieją na rzeczywistości mające nadejść. Prawda i dobro są przedmiotem nadziei, odpowiednio, rozumu i woli. W wierze ściśle sobie odpowiadają:

Aktem wiary jest wierzenie. Jest on, jak wyżej stwierdzono, aktem rozumu zwróconego ku jakiejś jednej rzeczywistości z nakazu woli. Stąd akt wiary zwrócony jest zarówno ku przedmiotowi woli, którym są dobro i cel, jak i ku przedmiotowi rozumu, którym jest coś prawdziwego (verum). I ponieważ przedmiot i cel wiary, jak wyżej stwierdzono (cf. I-IIae q62 a3) jako że jest cnotą teologalną, jest ten sam – konieczne jest, by przedmiot wiary i cel proporcjonalnie sobie współodpowiadały /proportionaliter correspondeant/. Stwierdzono zaś wcześniej, że Prawda pierwsza jest przedmiotem wiary ze względu na jej niewidzialny charakter, podobnie jak wszystkie rzeczywistości, z którymi się jednoczymy ze względu na nią. Stąd trzeba więc, by sama Prawda pierwsza była objęta aktem wiary jako jej cel, ze względu na swą naturę (ratio) bytu niewidzialnego. To /że się go nie widzi/, właściwe jest naturze bytu z nadzieją oczekiwanego (res sperata), stąd Apostoł w Liście do Rzymian 8,25 mówi „nie oglądając, spodziewamy się czegoś”. Oglądanie zaś prawdy oznacza jej posiadanie (STh II-II q4 a1 co, por. q2 a2-3.)

Ceslaus Spicq OP ukazał ewolucję myśli Tomaszowej w kwestii uznania zdania z Listu do Hebrajczyków za definicję wiary. W najwcześniejszym dziele, w którym mówił o Hebr 11,1, tj. w komentarzu do III Księgi Sentencji XXIII q1 a2 Piotra Lombarda, Akwinata stwierdził po prostu, że zdanie jest dobrą definicją wiary. Natomiast w De vieritate q14 a2, przyznał, że według niektórych autorów zdanie to nie mówi o tym czym wiara jest, lecz co sprawia. Konsekwentnie jednak uznał je za najpełniejszą definicję wiary (completissima definitio). Podobnie w komentarzu do listów św. Pawła: w Objaśnieniu Listu do Hebrajczyków (Expositio /Reportatio/ in Epist. ad Hebreos).
Idąc za Augustynem z Hippony, Tomasz rozważał też znaczenie słowa substancja (gr. ὑπόστασις – hypostasis), tłumaczonego w Biblii Tysiąclecia słowem poręka. Przekłady Jakuba Wujka i Biblii gdańskiej oddają je słowem grunt. Już w komentarzu do Sentencji, analizując z perspektywy metafizyki stwierdził, że „podobnie jak substancja jest fundamentem i podstawą wszystkich innych bytów, tak wiara jest fundamentem całej budowli duchowej”. Tomasz w znaczny sposób zmodyfikował tradycyjną egzegezę tekstu Pawłowego. Ojcowie greccy podkreślali raczej, że wiara jest oglądaniem (gr.ὅψις – opsis) tego, co nie jest jawne, widzialne. Tak np. Jan Chryzostom, Teodoret z Cyru, Ekumeniusz, Teofilakt Symokatta. Według tej tradycji wiara jest urzeczywistnieniem już teraz, substancją rzeczywistości spodziewanych z nadzieją. Jak zauważył ojciec Spicq, kontekst 11 rozdz. Listu do Hebrajczyków podkreśla jednak różnicę między stanem obecnym wierzącego i przyszłym stanem posiadania, którego się oczekuje.
W wizji z grudnia 1273 r. Tomasz komentował zdanie z Listu do Hebrajczyków 11,6: „Przystępujący bowiem do Boga musi uwierzyć, że [Bóg] jest i że wynagradza tych, którzy Go szukają”. Według Tomasza nagroda-wynagrodzenie jest tym, czego człowiek się spodziewa za swą pracę... wynagrodzeniem tym jest nie co innego, jak tylko sam Bóg.
Tomasz z Akwinu w Quaestiones de veritate q. 14, a. 7, ad. 7. komentował również augustyńskie rozróżnienie trzech rodzajów wiary. W XX w. Św. Teresa Benedykta od Krzyża OCD (Edith Stein) zastosowała nauczanie Tomasza do opisu działania wiary w kontemplacji nabytej w wyniku nocy ciemnej zmysłów. Kontemplacja jest formą wiary, która nie jest już tylko wiarą w istnienie Boga (credere Deum), ani pobożnym przyjęciem prawd wiary jako objawionych przez Boga (credere Deo). Jest wierzeniem w Boga i zawierzeniem się Mu przez wiarę (credere in Deum).
Według Tomasza, pierwszym i najważniejszym przedmiotem wiary jest poznanie pierwszej prawdy, czyli Boga – tak jak On się objawia w swoim słowie /por. 1 Tes 2,13/ (STh II-II q1 a1). Dlatego można ją umieścić pośrodku, między wiedzą a opinią (STh II-II q1 a2). Ze względu na autorytet słowa Bożego, jest ona pewniejsza od ludzkiej wiedzy (STh II-II q4 a8). Wiara odnosząc człowieka do Boga sprawia, że zdolny jest on posiąść wieczne szczęście /(łac.) beatitudo/ (STh II-II q2 a5 oraz 6 ad1). Dzięki niej bowiem przyjmuje łaskę zbawienia od grzechu i śmierci. Wysłużył je Chrystus przez swoje wcielenie oraz mękę i zmartwychwstanie (STh II-II q2 a7).

## W kryzysie okresu Reformacji

### Usprawiedliwienie przez wiarę
W XVI wieku w toku krytyki teologii scholastycznej przez autorów reformacyjnych, jak Marcin Luter czy Filip Melanchton, jednym z najważniejszych dyskutowanych tematów było usprawiedliwienie przez wiarę. Luterańska formuła sola fide mówiła, że człowiek może być usprawiedliwiony tylko w wierze. Zwłaszcza przez autorów z początku XIX wieku, takich jak np. J.P. Gabler oraz K.G. Bretschneider, zasada ta była uznana za istotę protestantyzmu. Ukazywali ją jako swego rodzaju „materialną zasadę”. Podczas gdy „formalną zasadą” protestantyzmu jest autorytet Pisma Świętego. Od początku kwestia rozumienia formuły sola fide stanowiła pewną trudność. Krytyka ze strony teologów Kościoła dostrzegała w nauczaniu reformatorów doktrynę antyrealistyczną, negującą realną przemianę grzesznika w świętego. Pewne stwierdzenia Lutra wskazywały, że rozumiał zbawczy skutek usprawiedliwienia człowieka wiarą jako coś zewnętrznego w stosunku do jego grzeszności. Chrystus na sądzie Bożym przedstawia Ojcu swoją sprawiedliwość krzyża, zamiast niesprawiedliwości grzesznego człowieka. Takie rozumienie usprawiedliwienia zastępczego przez wiarę nazywano swego rodzaju teologiczną, legalistyczną fikcją, prawnym zabiegiem. Pewne wypowiedzi reformatorów rzeczywiście potwierdzały zarzuty. Według wyjaśnień Melanchtona człowiek nie tyle staje się sprawiedliwym, lecz za takiego zostaje uznany:

Gdy wierzymy w Chrystusa, Jego zasługi są nam dane, abyśmy mogli być uznani za sprawiedliwych /iusti reputemur/ poprzez naszą ufność /fiducia/ w zasługi Chrystusa, jak gdybyśmy /tamquam/ mieli własne zasługi (Obrona Wyznania augsburskiego).

Reakcją Soboru trydenckiego (1545–1563 r.) było podkreślenie w Dekrecie o usprawiedliwieniu realnej zmiany grzesznika. Stwierdzono, że nie chodzi tylko o „uchodzenie za sprawiedliwego”, lecz o stanie się sprawiedliwym:

Przyczyną /usprawiedliwienia/ stanowiącą narzędzie jest sakrament chrztu, który jest „sakramentem wiary”, bez której nikt nie został nigdy usprawiedliwiony. Wreszcie jedyną przyczyną formalną jest sprawiedliwość Boga, nie ta, którą On sam jest sprawiedliwy, lecz ta, którą nas sprawiedliwymi czyni, którą przez Niego obdarowani, odnawiamy się duchem w naszym myśleniu (por. Ef 4, 23) i nie tylko uchodzimy za sprawiedliwych, lecz prawdziwie nazywamy się sprawiedliwymi i nimi jesteśmy (por. J 3, 1); każdy otrzymuje swoją sprawiedliwość według miary, w jakiej Duch Święty udziela każdemu, jak chce (por. 1 Kor 12, 11), według własnej każdego dyspozycji i współpracy. (Rozdz. VII).

Jak wykazał Simeon Zahl, inne wypowiedzi Melanchtona, jak i Lutra wskazują, że dostrzegali realną przemianę człowieka pod wpływem działania Ducha Świętego otrzymywanego przez wiarę. Ich interpretacja skupiała się na doświadczeniu duchowo afektywnym. Melanchton pisał w Obronie Wyznania augsburskiego:

Wynika z tego, że wiara osobista – przez którą jednostka wierzy, że jej grzechy zostały odpuszczone z powodu Chrystusa, a Bóg się jedna i jest łaskawy z powodu Chrystusa – otrzymuje przebaczenie grzechów i usprawiedliwia nas. Ponieważ w pokucie, to znaczy w bojaźni, wiara wzmacnia i podnosi serca, odradza nas i przynosi Ducha Świętego, abyśmy wtedy mogli żyć zgodnie z prawem Bożym, czyli kochać Boga, prawdziwie bojąc się Boga...

Według Zahla, zasada sola fide jest w istocie doktryną realistyczną. Ujmuje realizm w odmienny sposób niż teologia scholastyczna. Ujęcie, które cechowało teologię Soboru trydenckiego można określić jako ontologiczną. Realizm Melanchtona i reformatorów – którzy pod wpływem nominalizmu odrzucali metafizykę – miał charakter bardziej afektywny, psychologiczny. Rzeczywistość zmiany, która dokonuje się w zbawieniu, była dla nich czytelna z teologicznego punktu widzenia przede wszystkim poprzez doświadczenie duszpasterskie. Widzieli ją odczytując skutki w dziedzinie afektywnej, w postaci pocieszenia i doznawanego pokoju, w miejsce lęku cechującego stan grzechu. Nie interesowały ich ujęcia metafizyczne.
To, że ostatecznie zasada sola fide, właściwie rozumiana, nie jest odstępstwem od tradycyjnej koncepcji chrześcijańskiego usprawiedliwienia potwierdziła podpisana z okazji jubileuszu 2000 lecia chrześcijaństwa Wspólna katolicko-luterańska deklaracja o usprawiedliwieniu n. 25. Mówi ona o zbawieniu darowanym człowiekowi przez wiarę we chrzcie jako owoc działania Ducha Świętego w nim:

Wyznajemy wspólnie, że grzesznik zostaje usprawiedliwiony przez wiarę w zbawcze działanie Boga w Chrystusie; zbawienie to zostaje mu darowane przez Ducha Świętego w chrzcie jako fundament całego życia chrześcijańskiego. Człowiek w usprawiedliwiającej wierze pokłada ufność w łaskawą obietnicę Boga, która obejmuje zaufanie i miłość do Niego. Wiara ta jest czynna w miłości; dlatego chrześcijanin nie może i nie powinien pomijać uczynków. Jednak wszystko, co w człowieku poprzedza wolny dar wiary i po nim następuje, nie jest podstawą usprawiedliwienia i nie przyczynia się do niego.

Drugim powodem promowania przez autorów Reformacji hasła sola fide była krytyka podejścia do obrzędów liturgicznych i sakramentów w Kościele epoki późnego średniowiecza. Oprócz samych nadużyć liturgicznych, ich sprzeciw budziła scholastyczna formuła mówiąca, że sakramenty uświęcają, przynoszą łaskę mocą samego swego działania („ex opere operato”). Krytykom protestanckim takie rozumienie działania sakramentów wydawało się nieść ryzyko idolatrii. Huldrych Zwingli odrzucał wszelkie zewnętrzne usprawiedliwienie. Wyjaśniał to następująco:

Kiedy wziął na siebie przekleństwo Prawa, Jezus Chrystus, Syn Boży, pozbawił nas wszelkiego zewnętrznego usprawiedliwienia. Dlatego żadna rzecz zewnętrzna nie może uczynić nas czystymi lub prawymi. Oznacza to, że wszystko co ceremonialne, wszelki zewnętrzny przepych i to co nas otacza zostaje zniesione.

Jak zauważył Simeon Zahl, Zwingli wyraził tu wspólny reformatorom niepokój. Jeśli uczyni się jakieś zewnętrzne narzędzie pośrednikiem łaski Bożej, na którym można polegać – ludzie będą starali się użyć tego narzędzia dla samousprawiedliwienia się przez uczynki, a tym samym dojdzie do ustanowienia swego rodzaju bałwochwalczej kontroli nad relacją z Bogiem.

### Wiara jako droga zjednoczenia z Bogiem
W tym samym okresie rozwijała się w Hiszpanii mistyka karmelitańska. Jan od Krzyża (1542 – 1591) nauczał o wierze jako o środku najbliższym i najbardziej odpowiednim zjednoczenia człowieka z Bogiem. W dziele Żywy płomień miłości podkreślał, że nie ma innego środka do prawdziwego zjednoczenia z Bogiem oprócz wiary. Jest ona źródłem, z którego wierzący czerpie wszystkie dobra duchowe. Wiara jako cnota ukazuje rzeczywistość prawdziwą, jaką jest bez zniekształceń. Przynosi pokrzepienie duchowe, jest jasna i wolna od błędów. Formuły wiary (np. Credo) i jej działanie porównywał do srebra. Rzeczywistość duchowa, z którą wiara łączy człowieka, czyli same prawdy przez nią nauczane jest jak złoto. Wiara bowiem, według Jana od Krzyża, pozwala człowiekowi przyjąć obecność Boga, choć będąc poznaniem niedoskonałym, osłania ją jakby srebrem (rodz. 12,1). W najbardziej znanym dziele, Droga na Górę Karmel, ukazał wiarę jako drogę oczyszczenia. Nauczał, że ojcami wiary chrześcijańskiej są święci Patriarchowie. Według niego dopiero człowiek – czy jak go określał: dusza – który został uwolniony od przywiązań doczesnych i cielesnych może być zaliczony do społeczności ojców wiary (Rozdz. I, 2,3)
W księdze drugiej Drogi, św. Jan obszernie opisał stopniowe oczyszczenie wiary człowieka. Według niego, wiara jest pewną i ciemną sprawnością człowieka. Jest ciemną, ponieważ dzięki niej obcuje się z rzeczywistością, której prawda jest objawiana przez Samego Boga i przekracza wszelkie naturalne zdolności poznawcze rozumu. Jest ona zupełnie odmienna od tego, co odpowiada rozumowi, co jest doń „proporcjonalne”. Niesie tak silne światło duchowe, że rozum jakby ślepnie. Sprawia to, że poznający doświadcza całkowitej ciemności, określanej jako „noc wiary” (rozdz. 3.1). Według św. Jana od Krzyża, jeśli człowiek trwa w tym świetle wiary, mimo doświadczenia bycia jakby ociemniałym, szybko zbliża się do zjednoczenia z Bogiem. Jest oczyszczany ze wszelkich nieuporządkowanych pożądań i przywiązań, które brudzą duszę (por. rozdz. 9,1). Czysta wiara bardziej niż wizje duchowe rozpala miłość ku Bogu (por. 23,8). Duch Święty działa w człowieku zależnie od tego czy i jak bardzo jest skupiony wewnętrznie w swych władzach umysłowych. I odwrotnie, umysł nie może znaleźć większego skupienia niż w wierze. Im czystszym i doskonalszym jest dany człowiek, w doskonałości wiary, tym więcej posiada wlanej miłości Boga. Bóg ukazuje mu tajemnice i podnosi przez cnoty i dary mistyczne (por. 29,6) .

## W teologii współczesnej

### W ujęciu Paula Tillicha
Według protestanckiego teologa i filozofa egzystencjalisty Paula Tillicha niewiele słów w języku religijnym domaga się oczyszczenia tak bardzo jak wiara. Kojarzy się ona powszechnie z wierzeniem w coś wewnętrznie nieprawdopodobnego, absurdalnego, niemającego jakichkolwiek podstaw. Przyczyną tego było głoszenie, że Nowy Byt w Chrystusie jest swego rodzaju absurdem, który należy przyjąć na wiarę na mocy autorytetu Biblii lub władzy kościelnej.
Amerykański teolog wprowadził podział na dwojaką definicję wiary: formalną i materialną.
Formalna definicja mówi o wierze jako o byciu pochwyconym przez jakąś rzeczywistość istniejącą poza poszczególnymi osobami, transcendentnie wobec nich, wspólną wszystkim ludziom:

Wiara, formalnie albo ogólnie zdefiniowana, jest stanem bycia pochwyconym przez to, do czego aspiruje, dąży samo-przekraczanie /(ang.) self-trascendence/ – ostateczne w istnieniu i w znaczeniu. Ujmując w krótkiej formule, można powiedzieć, że wiara jest stanem bycia pochwyconym przez ostateczne zatroskanie /concern/. Termin ostateczne zatroskanie jednoczy znaczenie subiektywne i obiektywne: ktoś jest zatroskany o coś, co uważa za troskę. W tym formalnym znaczeniu wiary jako ostatecznego zatroskania, każda istota ludzka ma wiarę.

Materialna definicja wiary, zakłada unikalną tożsamość wiary chrześcijańskiej, odnoszącej człowieka do nowego stworzenia w Chrystusie (Ga 6,15; por. Ga 2,18; Kol 3,9-11):

Stan bycia pochwyconym przez Duchową Obecność i otwartym na transcendentną jedność jednoznacznego życia /unambiguous life/. W relacji do twierdzeń chrystologicznych, można powiedzieć że wiara jest stanem bycia pochwyconym przez Nowy Byt, tak jak objawia się on w Jezusie jako Chrystusie (Mesjaszu)

Paul Tillich podkreślał, że przedstawione definicje nie są zbyt podobne do tradycyjnych definicji tak scholastycznych jak popularnych, wprowadzających niezbyt zgrabne rozróżnienia, gdzie rozum, wola i uczucia były utożsamiane z aktem wiary. Według Tillicha, wiara nie jest np. poznawczym stwierdzeniem, dlatego też nie jest ani przedmiotem weryfikacji doświadczalnej, ani wytrenowanego doświadczenia. Nie jest też akceptacją autorytetu boskiego, gdyż trzeba by oprzeć się na autorytecie, by nazwać dany autorytet boskim. Również definicje wiążące wiarę z wolą, czy z uczuciem, zakładają decyzje już oparte na wierze, a nie stwarzające ją.
Istotnym dla rzeczywistości wiary według amerykańskiego teologa, jest pojęcie posłuszeństwa wierze – wspólne dla Pawła, Augustyna, Tomasza i Kalwina. Chodzi tu jednak o posłuszeństwo przez uczestnictwo, a nie przez podporządkowanie się bosko-ludzkiemu autorytetowi.
Wierze towarzyszy zawsze uczucie, z jednej strony niepokoju z powodu swej skończoności i egzystencjalnej samotności (estrangement), z drugiej doświadczenie ekstatycznej odwagi, która pokonuje niepokój mocą transcendentnej jedności jednoznacznego życia. Człowiek ma świadomość, że Duchowa Obecność działa w nim.

### W nauczaniu biskupów Rzymu
Biskupi Rzymu poświęcili tematyce wiary wiele uwagi w swoim oficjalnym nauczaniu. Zagadnieniom wiary poświęcone zostały zwłaszcza dwie encykliki: Fides et ratio papieża Jana Pawła II oraz encyklika o wierze Lumen fidei papieża Franciszka.

#### Encyklika «Wiara i rozum»
W encyklice Wiara i rozum (Fides et ratio), opublikowanej w 1998 r., Jan Paweł II przedstawił historię relacji między dwoma wymiarami ludzkiego ducha: wiarą i rozumem, wykazując ich zasadniczą jedność. Mówił też o dramacie „rozdziału między wiarą a rozumem” od czasów nowożytnych. Papież zwrócił uwagę, że rozdział ten doprowadził w XIX w. do powstania systemów totalitarnych, będących przyczyną wielu cierpień ludzkich:

Niektórzy przedstawiciele idealizmu starali się na różne sposoby przekształcić wiarę i jej treści, nawet tajemnicę śmierci i zmartwychwstania Jezusa Chrystusa, w struktury dialektyczne poddające się pojmowaniu racjonalnemu. Temu nurtowi przeciwstawiały się różne formy humanizmu ateistycznego, wypracowane pod względem filozoficznym. Uznały one wiarę za czynnik alienujący i szkodliwy dla rozwoju pełnej racjonalności. Nie wahały się przy tym nadać sobie statusu nowych religii i stały się podstawą programów społecznych i politycznych, prowadzących do powstania systemów totalitarnych, które przysporzyły ludzkości wielu cierpień (Fides et ratio 46)

#### Encyklika «Światło wiary»
Encyklika Lumen fidei przygotowana przez papieża Benedykta XVI, a opublikowana przez papieża Franciszka w lipcu 2013 r., jest obszernym przedstawieniem katolickiego nauczania o wierze w świetle teologii odnowionej po Soborze watykańskim II. Cechuje ją podejście biblijne i historyczne. Papież stwierdził:

Jeśli chcemy zrozumieć, czym jest wiara, powinniśmy opowiedzieć jej historię, drogę ludzi wierzących, o której w pierwszym rzędzie świadczy Stary Testament. Szczególne miejsce należy się Abrahamowi, naszemu ojcu w wierze. W jego życiu wydarza się rzecz wstrząsająca: Bóg kieruje do niego Słowo, objawia się jako Bóg, który mówi i wzywa po imieniu. Wiara wiąże się ze słuchaniem. Abraham nie widzi Boga, ale słyszy Jego głos. W ten sposób wiara otrzymuje osobisty charakter. Dlatego Bóg nie jest Bogiem jakiegoś miejsca ani nawet Bogiem związanym z jakimś specyficznym świętym czasem, ale jest Bogiem osoby, Bogiem właśnie Abrahama, Izaaka i Jakuba, zdolnym do nawiązania kontaktu z człowiekiem i do ustanowienia z nim przymierza. Wiara stanowi odpowiedź na Słowo skierowane do osoby, daną pewnemu «Ty», które nas woła po imieniu (Lumen fidei 8).

W rozdziale III poświęconym przekazywaniu wiary przez Kościół („Przekazuję wam to, co przejąłem /por. 1 Kor 15, 3/”), biskup Rzymu podał argumenty za jednością wiary chrześcijańskiej, wbrew współczesnym wątpliwościom co do możliwości jej urzeczywistnienia. Jedność wiary wiąże się z tym że Bóg jest jeden, odnosi się do jednego Pana, do życia Jezusa Chrystusa w jego historycznym wymiarze, do tajemnicy Wcielenia. Ostatecznym argumentem za jednością wiary jest to, że jest ona wiarą Kościoła:

Wreszcie, wiara jest jedna, ponieważ podziela ją cały Kościół, będący jednym ciałem i jednym Duchem. W komunii jednego podmiotu, którym jest Kościół, przyjmujemy wspólne spojrzenie. Wyznając tę samą wiarę, opieramy się na tej samej skale, jesteśmy przemieniani przez tego samego Ducha miłości, promieniujemy jednym światłem i mamy jedno spojrzenie, by przeniknąć rzeczywistość (Lumen fidei 47).

Jedność i pełnię wiary, głoszenie jej „całego depozytu” (por. 1 Tm 6, 20), zapewnia według biskupa Rzymu, Sukcesja apostolska (Lumen fidei 49).
Papież ukazał też sakramentalny charakter wiary, tzn. że wiara także w sposób widzialny, dotykalny, zmienia życie człowieka otwierając go na to, co niewidzialne, wieczne:

Jeśli jest prawdą, że sakramenty są sakramentami wiary, to trzeba również powiedzieć, że wiara ma strukturę sakramentalną. (...) Rozbudzenie wiary łączy się z rozbudzeniem nowego sakramentalnego sensu życia człowieka i egzystencji chrześcijańskiej, ukazując, że pierwiastek widzialny i pierwiastek materialny otwierają się na tajemnicę tego, co wieczne (Lumen fidei 40).

Papież omówił znaczenie wzajemnej relacji chrztu i wiary. Podkreślił zasadniczą wartość przywrócenia w Kościele po Soborze modelu formacji do wiary zwanego katechumenatem. Wprowadza on kandydata do chrześcijaństwa w «formę wiary», której pierwszym elementem, poprzez wezwanie imienia Trzech Osób Boskich nad katechumenem, jest włączenie w komunię Trójcy Świętej:

Działanie Chrystusa dotyka nas w naszej rzeczywistości osobowej, przemieniając nas radykalnie, sprawiając, że stajemy się przybranymi synami Bożymi, uczestnikami Jego Boskiej natury; modyfikuje w ten sposób wszystkie nasze relacje, naszą konkretną sytuację w świecie i wszechświecie, otwierając ją na swoje życie w komunii (Lumen fidei 42).

Papież podkreślił też w rozdziale IV („Bóg przysposabia im miasto /por. Hbr 11, 16/”) dobroczynny wpływ wiary na życie rodzinne i społeczne. Zauważył, że powszechne dążenie do ustanowienia relacji braterskiej między ludźmi nie może przynieść trwałych owoców bez odniesienia do wspólnego Ojca, którym jest Bóg:

W «modernizmie» starano się budować powszechne braterstwo między ludźmi, przyjmując za podstawę ich równość. Stopniowo jednak rozumieliśmy, że wspomniane braterstwo, pozbawione odniesienia do wspólnego Ojca jako swego ostatecznego fundamentu, nie potrafi się ostać. Trzeba więc powrócić do prawdziwego źródła braterstwa. Od samego początku historia wiary była historią braterstwa, choć nie pozbawioną konfliktów. Bóg wzywa Abrahama, by wyszedł z rodzinnej ziemi, i obiecuje mu, że uczyni z niego jeden wielki naród, wielki lud, który otrzyma Boże błogosławieństwo (por. Rdz 12, 1-3). W rozwoju historii zbawienia człowiek odkrywa, że Bóg pragnie, by wszyscy jako bracia uczestniczyli w jedynym błogosławieństwie, które znajduje swoją pełnię w Jezusie, tak aby wszyscy stali się jedno. Niewyczerpana miłość Ojca jest nam przekazywana w Jezusie, także przez obecność brata. Wiara uczy nas dostrzegać, że w każdym człowieku jest błogosławieństwo dla mnie, że światło oblicza Bożego oświeca mnie przez oblicze brata (Lumen fidei 54).